# 코미디에 빠지다의 종영된 코너
아래는 코미디에 빠지다에서 종영된 코너들이다.

## 종영된 코너

### 초고령화 시대
- 방영일 : 2013년 6월 16일 ~ 2014년 4월 6일
- 출연 : 고정호, 손헌수, 김두영, 홍가람, 유상엽, 권형준, 양희성

할아버지를 위한, 할아버지에 의한 할아버지의 실버코미디 ‘초고령화 사회’. 100세 시대 가족의 모습을 상상하여 탄생한 미래지향 코너. 붕어빵 6대가 모여 사는 집에서 도미노처럼 이어지는 ‘꾸중’ 퍼레이드가 큰 웃음을 선사하는 코너.

### 미미 나나 쥬쥬
- 방영일 : 2013년 10월 6일 ~ 2014년 4월 6일
- 출연: 김현주, 현정, 심정은, 오지환, 허민행

자칭 미녀 삼총사들의 클럽 고군분투기! 우스꽝스러운 댄스와 뻔뻔한 멘트로 클럽에 입장하기 위해 애쓰는 모습이 큰 웃음을 유발한다.

### MSG
- 방영일 : 2013년 12월 1일 ~ 2014년 4월 6일
- 출연 : 박재석, 조승제, 이문원, 김철민

기존의 식상한 개그는 잊어라! 차원이 다른 신개념 코미디가 온다! 평범해 보이는 네 남자들이 선보이는 반전개그! 한 순간도 놓칠 수 없는 신개념 포복절도 개그쇼가 시작된다!

### 그래도 내가 하지 않았어
- 방영일 : 2014년 1월 5일 ~ 2014년 4월 6일
- 출연 : 오정태, 조현민, 이지수, 양해림, 이성배, 김용재

못생겨서 억울한 남자! 누명을 벗기 위해 진실을 말하면 말할수록 점점 더 용의자로 몰리는 진짜 범인스러운(?) 남자! ‘오정태’의 유쾌한 코미디! “그래도 내가 하지 않았다구요!”

### 돌직구
- 방영일 : 2014년 1월 12일 ~ 2014년 4월 6일
- 출연 : 김두영, 김주연, 이지성, 이준수, 심정은

스트레스 완전타파! 유쾌! 상쾌! 통쾌한 코미디가 온다!공감 상황 속에서 튀어나오는 예측불가 돌직구 멘트!신나는 음악과 중독성 있는 춤이 어우러진 신개념 코미디 코너

### Boss
- 방영일 : 2014년 3월 9일 ~ 2014년 4월 6일
- 출연 : 김두영, 이준수, 이성배, 김정구

살벌한 라이벌 조폭보스들의 숨 막히는 공방전! 긴 테이블을 두고 시작된 그들의 물건 맞교환! 상대보스를 유치하게 골탕 먹이는 모습이 큰 웃음을 유발하는 코너

### 살리GO! 살리高!
- 방영일 : 2014년 3월 9일 ~ 2014년 4월 6일
- 출연 : 김완기, 유미선, 김현주, 김마주

동화 재구성의 끝판왕! 평범한 할아버지, 할머니들의 따뜻한 옛날이야기는 가라! 손녀를 위해 온 몸을 던지는 상상초월! 스릴 넘치는 구연동화가 시작된다!

### 일진쌤
- 방영일 : 2013년 9월 22일 ~ 2014년 4월 6일
- 출연 : 권영기, 도대웅, 현정, 허민행

무시무시한 ‘일진쌤’의 좌충우돌 코믹한 일진학생 길들이기!시종일관 건방진 ‘일진짱’을 한 순간에 순한 양으로 만든 공포의 교생쌤!과연 그의 정체는?

### 창작의 고통
- 방영일 : 2014년 3월 16일 ~ 2014년 4월 6일
- 출연 : 손헌수, 오정태, 이지성, 유미선

반지하 자취방 안, 엉뚱한 뮤지션 3인방, 그들의 좌충우돌 음악 창작기!이들에겐 일상생활 속 들리는 모든 소리가 곧 음악이 된다!세계를 들썩일 음악을 만들기 위해 ‘창작의 고통’을 느끼는좌충우돌 ‘반지하 인디밴드’ 작곡 이야기!

### 그 외
- 고소합니다 (출연 : 이지성, 이준수, 도대웅) (2012.10.12. ~ 2012.10.12.)
- 개그요리쇼 (출연 : 양헌, 박재석, 김완기, 이선미, 조승제, 이문원, 윤상민, 심정은) (2012.11.03. ~ 2012.11.03.)
- 내가 네 아비다 (출연 : 오민우, 박병규) (2012.10.12. ~ 2012.11.16.)
- 최고야 (출연 : 예재형, 이상준) (2012.10.12. ~ 2012.12.07.)
- 거성사관학교 (출연 : 박명수, 문천식, 최군, 윤상민 외) (2012.10.12. ~ 2012.12.14.)
- 아가씨 (출연 : 양헌, 오정태, 류경진) (2012.10.12. ~ 2012.12.14.)
- 스마트 하우스 (출연 : 이석재, 김경진, 이지수, 이준수, 도대웅) (2012.10.12. ~ 2012.12.21.)
- 사랑해 (출연 : 김완기, 김두영, 황제성, 장윤희, 김병준 외) (2012.10.19. ~ 2012.12.21.)
- 신데렐라 (출연 : 정성호, 유도균, 최설아, 유미선, 김용재) (2012.10.12. ~ 2013.01.18.)
- 청담동 사모님 (출연 : 함효주, 이문원, 장윤희, 심정은, 김현주) (2012.12.21. ~ 2013.01.18.)
- 막쇼 (출연 : 김완기, 홍가람, 권영기) (2013.01.11. ~ 2013.02.15.)
- 왜 그러니 2 (출연: 김완기, 정이랑, 최설아, 유미선) (2012.12.21. ~ 2013.03.15.)
- 편견제로 (출연 : 양헌, 박재석, 이문원, 노평래, 이종호, 박근백, 김보규, 윤상민 외) (2013.02.01. ~ 2013.04.07.)
- 하루살이 (출연 : 김범용, 박재석, 김주연, 공민영) (2013.03.08. ~ 2013.04.07.)
- 손 회장님 (출연 : 손헌수, 오정태, 김주연, 이지성, 이준수) (2012.12.14. ~ 2013.04.14.)
- 위대한 남자 (출연 : 홍가람, 유상엽, 최재호, 노평래, 권형준, 오지환, 이성배, 김정구, 허민행) (2012.12.21. ~ 2013.06.09.)
- 니캉 내캉 (출연 : 홍가람, 류경진, 권영기, 도대웅, 김병준, 김상희) (2012.12.28. ~ 2013.06.09.)
- 지름신 (출연 : 류경진, 이문원, 유미선, 심정은, 김마주, 허민행) (2013.06.02. ~ 2013.06.09.)
- B급 언어 (출연 : 김두영, 황제성, 도대웅, 이지수) (2013.06.16. ~ 2013.06.16.)
- 친절한 보규씨 (출연 : 손헌수, 조해욱, 박근백, 김보규, 맹승지, 이명훈) (2013.04.07. ~ 2013.06.30.)
- 두 이방인 (출연 : 이윤석, 김완기, 조현민, 권영기) (2012.10.12. ~ 2013.08.18.)
- 사랑은 붕붕붕 (출연 : 황제성, 최설아, 박현정) (2012.10.12. ~ 2013.08.18.)
- 무심한 사람들 (출연 : 고정호, 조해욱, 유도균, 이지성, 이성배 외) (2013.01.18. ~ 2013.08.18.)
- 쌤 & 쎄라 (출연 : 노평래, 최설아) (2013.06.16. ~ 2013.08.11.)
- TV 스타 쇼 '그때 그 사람' (출연 : 양희성, 조현민, 김철민, 이문원) (2013.06.16. ~ 2013.09.01.)
- 이것이 법이다 (출연 : 김완기, 홍가람, 유상엽, 최재호, 유미선, 김병준) (2013.06.16. ~ 2013.09.22.)
- 섬마을 선생님 (출연 : 김경식, 고정호, 김두영, 김철민) (2013.03.24. ~ 2013.09.29.)
- 방송의 신 (출연 : 박재석, 오정태, 정이랑, 이준수, 도대웅, 맹승지) (2013.06.16. ~ 2013.09.29.)
- 19일의 금요일 (출연 : 황제성, 유미선, 맹승지, 김상희) (2013.07.28. ~ 2013.09.08.)
- 호랑이 가족 (출연 : 김철민, 김병준, 심정은, 유미선, 김용재) (2013.07.28. ~ 2013.09.29.)
- 만원의 악사들 (출연 : 고정호, 노평래, 권영기, 김정구, 김마주) (2013.08.25. ~ 2013.10.13.)
- 남자들이란 (출연 : 이명훈, 김상희, 이성배, 허민행, 도대웅) (2013.10.06. ~ 2013.12.01.)
- 맹스타 (출연 : 조해욱, 홍가람, 이준수, 김용재, 맹승지, 권형준, 김정구, 김상희) (2013.08.18. ~ 2013.12.15.)
- 은밀하게 훈훈하게 (출연 : 양희성, 최설아, 김마주, 오지환) (2013.10.06. ~ 2013.12.22.)
- 클럽 빅토리아 (출연 : 손헌수, 조승제, 이지성, 김용재, 이준수, 김정구, 이성배) (2012.12.21. ~ 2014.01.12.)
- 소피아 (출연 : 노평래, 김철민, 현정) (2013.10.06. ~ 2014.01.19.)
- 네 못난이 (출연 : 박재석, 조승제, 이문원, 김병준) (2012.11.16. ~ 2014.01.26.)
- 두뇌공감연구소 (출연 : 김완기, 홍가람, 최설아, 이준수, 김상희) (2013.09.29. ~ 2014.03.02.)
- 하이디 (출연 : 박재석, 정이랑, 도대웅, 유미선) (2013.12.15. ~ 2013.12.15.)
- 나 혼자 짠다 (출연 : 손헌수, 오정태, 이지성, 권형준) (2014.03.02. ~ 2014.03.02.)
- 전국알바협회 (출연 : 조해욱, 노평래, 김정구, 오지환, 허민행) (2014.01.19. ~ 2014.04.06.)